# Hwaseong
Hwaseong (Hwaseong-si; 화성시; 華城市) è una città della provincia sudcoreana del Gyeonggi. Si trova sulla costa del Mar Giallo.